# Велика очекивања (филм из 1946)
Велика очекивања (енгл. Great Expectations) је британски драмски филм из 1946. године, редитеља Дејвида Лина, заснован на роману Чарлса Дикенса из 1861, са Џоном Милсом и Валери Хобсон у главним улогама. У споредној глумачкој екипи били су Бернард Мајлс, Френсис Л. Саливан, Ентони Веџер, Џин Симонс, Финлеј Кари, Мартита Хант и Алек Гинис.
Сценарио је заснован на смањеној верзији Дикенсовог романа. Написали су га Дејвид Лин, Ентони Хејвлок-Алан, Сесил Мекгиверн, Роналд Ним и Кеј Волш, након што је Леан видео скраћену сценску верзију романа из 1939. коју је написао Алек Гинис. У сценској верзији, Гинис је играо Херберта Покета, док је Мартита Хант играла госпођицу Хавишам, улоге које су поновили за филм. Међутим, филм није био строга адаптација комада. Филм је продуцирао Роналд Ним, а фотографисао Гај Грин. Био је то први од два филма која је Лин режирао према Дикенсовим романима, а други је његова адаптација Оливера Твиста из 1948.
Џон Брајан и Вилфред Шинглтон освојили су Оскара за најбољу уметничку режију, црно-бели филм, док је Гај Грин освојио за најбољу камеру. Филм је такође био номинован за најбољу режију, као и за најбољу адаптацију сценарија и најбољи филм. Филм се сада сматра једним од Линових најбољих; 1999. године, на листи 100 најбољих британских филмова Британског филмског института, филм Велика очекивања је проглашен за 5. највећи британски филм свих времена.

## Радња
Сироче Филип „Пип“ Пирип живи са својом лукавом старијом сестром и њеним добродушним мужем ковачем Џоом Гарџеријем. Док сам посећује гробове својих родитеља, Пип наилази на одбеглог осуђеника, Абела Мегвича, који наговара дечака да се врати следећег дана са ковачким алатом да скине ланце. Пип доноси и храну. Изгладнео, Мегвич прождире храну и захваљује му се. Мегвич је ухваћен када нападне омраженог колегу бегунца уместо да побегне.
Госпођица Хавишам, богата, ексцентрична уседелица, организује да Пип редовно долази у њену вилу да јој прави друштво и да се игра са њеном усвојеном ћерком, лепом, али окрутном тинејџерком Естелом. Естела у свакој прилици исмева Пипове грубе манире, али Пип се брзо заљубљује у њу. Такође упознаје дечака Херберта Покета, кога победи у импровизованом боксерском мечу. Посете се завршавају када Пип напуни 14 година и почиње своје шегртовање за ковача. Естела такође одлази у Француску да би научила манире даме.
Шест година касније, адвокат госпођице Хавишам господин Џегерс посећује Пипа да му каже да му је мистериозни добротвор понудио да га трансформише у џентлмена са „великим очекивањима“; Пип претпоставља да је госпођица Хавишам. Одведен је у Лондон и остаје код Херберта Покета, који ће га научити како да се понаша као џентлмен. Од Херберта, Пип сазнаје да је госпођица Хавишам остављена пред олтаром пре много година и да је решена да се освети мушкарцима, са Естелом као инструментом за сламање мушких срца.
Када Пип напуни 21 годину, Џо Гарџери доноси молбу госпођице Хавишам да је посети. Тамо се Пип поново састаје са Естелом, која му каже: "Мораш да знаш, Пип, ја немам срца." Она признаје Пипу да, упркос флертовању са богатим, али непопуларним Бентлијем Драмлом, не гаји апсолутно никаква осећања према њему.
По повратку у Лондон, Пип прима неочекиваног посетиоца: Мегвича, који је поново побегао из затвора и зарадио богатство на узгоју оваца у Новом Јужном Велсу, у Аустралији. Мегвич открива да је Пипов добротвор и да је био толико дирнут Пиповом добротом да је одлучио да напредује како би Пип могао да живи џентлменским животом. Каже „драгом дечаку“ да га сматра својим сином.
Све више сумњичав према Драмловим потезима према Естели, Пип посећује Естелу. Она му каже да ће се удати за Драмлеа. Пип се супротставља госпођици Хавишам, говорећи: "Несрећан сам онолико колико сте икада могли да замислите да будем." Госпођица Хавишам моли за опроштај. Пип одлази, али када она устане да га испрати, комад горућег дрвета из камина се откотрља и запали њену хаљину. Њени врискови упозоравају Пипа, који трчи назад да је спаси, али не успева.
Након што су упозорени да је стари непријатељ сазнао да је Мегвич у Лондону, Пип и Херберт планирају да прокријумчаре старца на брод који напушта Енглеску, а на коме Пип треба да га прати. Они одвеслају до брода, али их пресреће полиција која их је чекала, а којој је то дојавио Мегвичев стари непријатељ. Мегвич је повређен у борби, али његов непријатељ је погинуо од стране бродских точкова. Мегвич је ухваћен и осуђен на смрт.
Мегвич је разговарао са Пипом о својој изгубљеној ћерки, а Џегерс је потврдио Пипову сумњу да је она Естела. Пип посећује Мегвича, који сада умире у затвору, и говори му о њеној судбини и да је он, Пип, заљубљен у њу. Мегвит умире као задовољан човек.
Погођеног болешћу и без очекивања, Пипа је одвео кући и повратио му здравље Џо Гарџери. Он поново посећује напуштену кућу госпођице Хавишам, где проналази Естелу. Драмл је раскинуо њихову веридбу када га је Џегерс обавестио о њеном родитељу. Сазнавши да Естела планира да живи повучено у кући коју је наследила, Пип руши завесе и отвара даске на прозорима. Сунчева светлост открива паучину, прашину и пропадање. Пип говори Естели да никада није престао да је воли. Након оклевања, она га загрли и заједно напуштају кућу.

## Улоге
- Џон Милс као одрасли Пип
- Ентони Вегер као дечак Пип
- Валери Хобсон као одрасла Естела
- Џин Симонс као девојчица Естела
- Бернард Мајлс као Џо Гарџери
- Мартита Хант као госпођица Хавишам
- Алек Гинис као Херберт Покет

## Локације
Рестаураторска кућа у Рочестеру била је Дикенсова инспирација за "Сатис кућу", пропадајућу вилу госпођице Хавишам.
Дикенс је засновао кућу Џоа Гарџерија на ковачници у селу Чалк, близу Грејвсенда, у Кенту. ‍:212 Река Медвеј Свете Марије појављују се у сценама у којима Пип и његов пријатељ, Херберт Покет, веслају својим чамцем до мале гостионице док чекају да стигне пароброд. Брод који се користи у филму звао се Царица, датира из друге половине деветнаестог века и у власништву је компаније из Вејмута. Одвежен је на реку Медвеј и преправљен ради снимања. ‍:224
Компанија је била смештена у Рочестеру, а боравила је шест недеља у хотелу Royal Victoria and Bull Hotel - Плави вепар у Дикенсовом роману. Јединица за рад на локацији за филм била је заснована на напуштеном поморском утврђењу на острву Дарнет Нес у реци Медвеј.